# May Menassa
May Menassa (arabiska: مي منسى), född 20 juli 1939 i Beirut, död 19 januari 2019 i Beirut, var en libanesisk författare och journalist.
Menassa hade en examen i fransk litteratur och inledde sin journalistiska bana i tv-branschen 1959. Sedan 1969 var hon kritiker för den libanesiska tidningen An Nahar. Hon gav ut fyra romaner och en barnbok. Hennes roman Anta'il al-Ghubar wa Amsh (Walking in the Dust) nominerades till International Prize for Arabic Fiction 2008. Hon var även verksam som översättare, framför allt från franska.